# Livia
Livia je žensko osebno ime.

## Izvor imena
Ime Livia je različica imena Livija.

## Pogostost imena
Po podatkih Statističnega urada Republike Slovenije je bilo na dan 31. decembra 2007 v Sloveniji število ženskih oseb z imenom Livia: 27.

## Osebni praznik
V koledarju je ime skpaj z Livijo; god praznuje 5. marca.